# Dagrecord
Een dagrecord in de meteorologie is een extreme waarde die niet eerder op een bepaalde datum werd bereikt.
Een dagrecord kan betrekking hebben op de gemiddelde etmaaltemperatuur, de maximale of minimale temperatuur, de neerslag (hoeveelheid of duur), aantal zonuren enz. Een tijdreeks van 50 jaar wordt normaal gesproken als minimum gehanteerd om 'records' te registreren.
In Nederland houdt het KNMI deze gegevens bij en in België het KMI.